# Олієзанурна мікроскопія
Олієзанурна мікроскопія — техніка, яка використовується для підвищення роздільної здатности мікроскопа. Це досягається зануренням як лінзи об’єктива, так і зразка в прозору олію з високим показником заломлення, збільшуючи числову апертуру лінзи об’єктива. 

Принцип олієзанурної мікроскопії. Промені у середовищі занурення (жовтий, ліва половина) і поза ним (права половина). Промені (чорний), що виходять від об’єкта (червоний) під певним кутом і проходять крізь покривне скло (помаранчевий, як і предметне скло внизу), можуть потрапити в об’єктив (темно-синій) лише за умов занурення. В іншому випадку заломлення на межі накриття-скло-повітря призводить до того, що промінь не потрапляє в об’єктив і інформація про нього втрачається

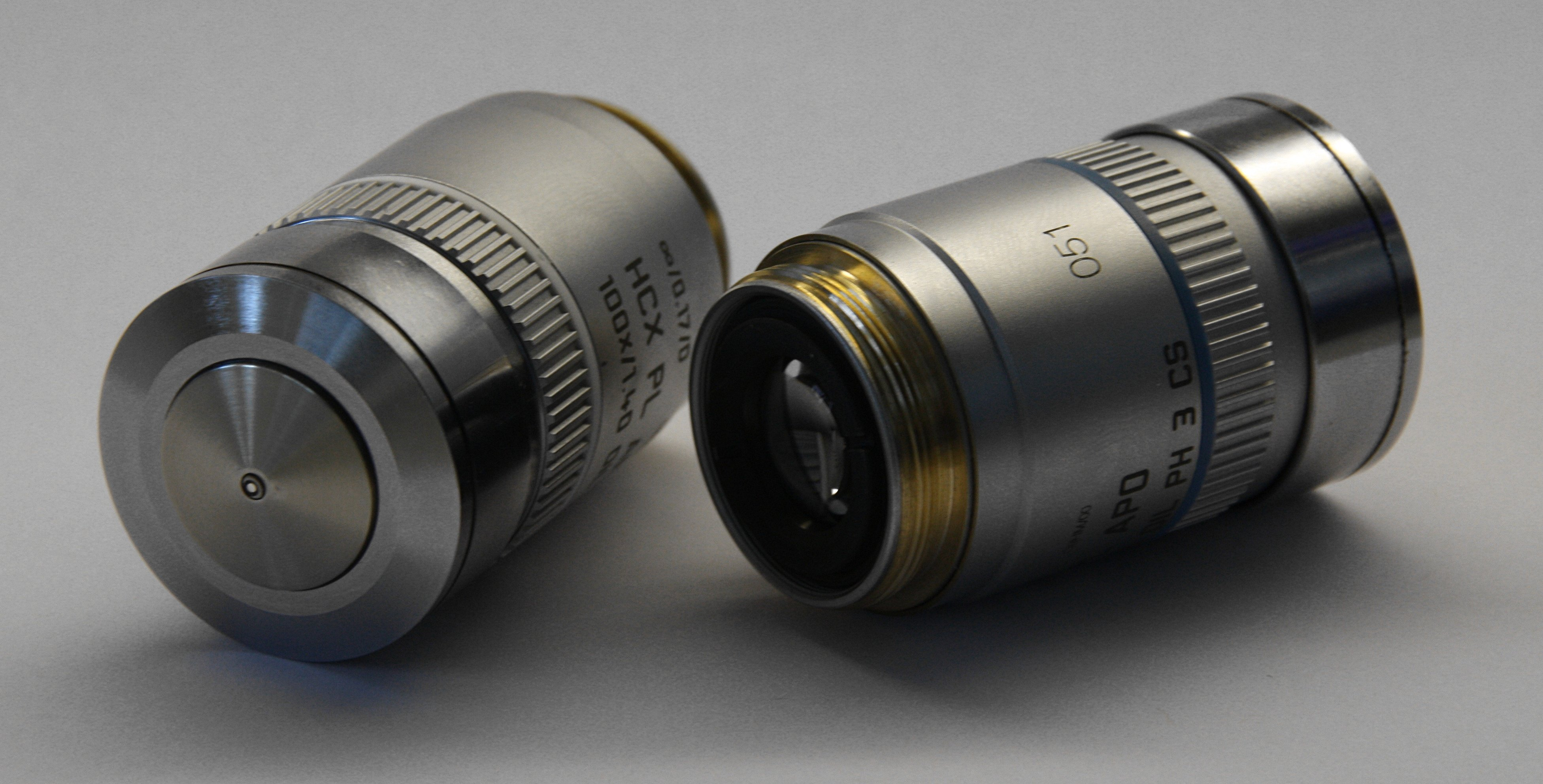
Олійні об’єктиви зовні виглядають як звичайні об’єктиви

Без олії світлові хвилі відбиваються від предметного скла через покривне скло, через повітря та в об’єктив мікроскопа. Якщо хвиля не виходить під кутом 90 градусів, вона згинається, коли натрапляє на нову речовину, ступінь вигину залежить від кута. Це спотворює зображення. Повітря має дуже різний показник заломлення від скла, що робить більший вигин порівняно з олією, яка має показник, більш подібний до скла. Спеціально виготовлена олія може мати майже такий самий показник заломлення, як і скло, що робить занурену в олію лінзу майже такою ж ефективною, як зі скла. Занурні олії — прозорі, які мають специфічні оптичні та в’язкісні характеристики, необхідні для використання в мікроскопії. Типові олії, що використовуються, мають показник заломлення близько 1,515 . Олійний об’єктив — лінза об’єктива, спеціально розроблена для такого використання. Багато конденсорів також забезпечують оптимальну роздільну здатність, коли лінзу конденсора занурюють в олію.

## Причини використання
Лінзи реконструюють світло, розсіяне об'єктом. Щоб успішно досягти цієї мети, в ідеалі потрібно зібрати всі порядки дифракції. Це пов’язано з кутом розкриття лінзи та її показником заломлення. Роздільна здатність мікроскопа визначається як мінімальна відстань, необхідна між двома досліджуваними об’єктами, щоб мікроскоп міг розпізнати їх як окремі об’єкти. Ця мінімальна відстань позначена δ. Якщо два об’єкти розділені відстанню, меншою за δ, вони виглядатимуть у мікроскопі як один об’єкт.
Міра роздільної здатности, RP, лінзи визначається її числовою апертурою, NA:
{\displaystyle \delta ={\frac {\lambda }{\mathrm {2NA} }}}

де λ – довжина хвилі світла. З цього зрозуміло, що хороша роздільна здатність (мале δ) пов'язана з високою числовою апертурою.
Числова апертура лінзи визначається як
{\displaystyle \mathrm {NA} =n\sin \alpha _{0}\;}
де α 0 — це половина кута, охопленого лінзою об’єктива, що видно зі зразка, а n — показник заломлення середовища між лінзою та зразком (≈1 для повітря).
Сучасні об’єктиви можуть мати числову апертуру до 0,95. Оскільки sin α 0 завжди менше або дорівнює одиниці, числова апертура ніколи не може бути більшою за одиницю для повітряної лінзи об’єктива. Проте, якщо простір між лінзою об’єктива та зразком заповнений олією, числова апертура може отримати значення, що перевищують одиницю. Це пояснюється тим, що олія має показник заломлення більше 1.
Оскільки матеріали зазвичай мають показник заломлення (дисперсію), що залежить від довжини хвилі, для простішого опису зазвичай дається лише показник заломлення на певній довжині хвилі. Зазвичай це 
ne, значення при 546,1 nm (е-лінія, ртуті), або nD, при 589,3 nm (натрієва D-лінія).
Наприклад:
- повітря: nD=1,000293;
- вода: ne=1,33;
- гліцерин: n=1,47;
- стандартна олія Zeiss: ne=1,5180, nD=1,5151;
- накривне скло: ne=1,5255, nD=1,5230.

Показник заломлення повітря - теоретичне NA 1 (при sin α = 1, що відповідає куту діафрагми 2α 180°), а на практиці NA становить 0,95 (кут діафрагми 144°). Для олійної лінзи з числовою апертурою NA = 1,4 з показником заломлення 1,518 застосовується наступне: 1,4 = 1,518 sin α. З цього випливає кут розкриття 2α 134°. Для "сухої" лінзи з NA = 0,95 максимальна роздільна здатність 0,61 × 500 нм / 0,95 = 321 нм досягається на довжині хвилі 500 нм у флуоресцентній мікроскопії. Для олійної лінзи NA = 1,4 результат становить 0,61 · 500 нм / 1,4 = 217 нм. Як згадувалося, NA = 0,95, вибране в цьому прикладі, є максимально можливим для "сухих" лінз. З NA 0,5 лінзи це призведе до: 0,61 x 500 нм / 0,5 = 610 нм.

## Історія
Ще у 1678 році в книзі Роберта Гука «Мікроскопіум» обговорювалося використання рідини для уніфікації показника заломлення оптичного шляху, завдяки чому можна отримати чіткіші та яскравіші зображення. Подальші згадки про занурну мікроскопію можна знайти в 1812 році у Девіда Брюстера і приблизно в 1840 році — у Джованні Батісти Амічі. Амічі створив сочки з анісовою олією, яка має показник заломлення, подібний до показника скла. Однак, оскільки на той час предметні стекла були дуже дорогими, занурення в олію спочатку не прижилося, і Амічі перейшов на занурення у воду. У 1853 році він сконструював першу водяну лінзу, яку представив у Парижі в 1855 році.
У 1858 році Роберт Толлес (1822—1883) виготовив лінзу зі змінними передніми шкельцями: одна для використання під час занурення у воду, а інша — для «сухого» спостереження. У 1873 році він створив дуже відому «лінзу 1/10». У 1859 році Едмунд Хартнак представив свій перший водний об'єктив, у який він вперше вбудував коригувальне кільце. Його об'єктиви вважалися найліпшими свого часу, і він зміг продати близько 400 з них протягом наступних п'яти років. Ернст Гундлах (1834—1908) на Паризькій всесвітній виставці в 1867 році представив перший гліцериновий об'єктив із можливістю використовувати досліджуване середовище з вищим показником заломлення, ніж вода.
У 1871 році Толлес представив свій «бальзам», який мав такий самий показник заломлення, як лінзове скло. У 1873 році він зробив трискельцеву лінзу для «однорідного занурення» з бальзамом, яка досягла числової апертури 1,25. Однорідне занурення означає, що показник заломлення між конденсором, зразком і об'єктивом не змінюється, тобто він однаковий для використовуваних шкелець і для занурної рідини. Майже одночасно він представив гліцеринову лінзу, яка мала числову апертуру 1,27.
З 1877 року Карл Цайс виробляв лінзи для однорідного занурення, розроблені Ернстом Аббе. У 1878 році Аббе опублікував статтю в журналі Королівського мікроскопічного товариства, описуючи відповідну оптику та вказуючи, що однорідне занурення дозволяє отримати максимальну теоретично досяжну апертуру.

## Об'єктиви з олією

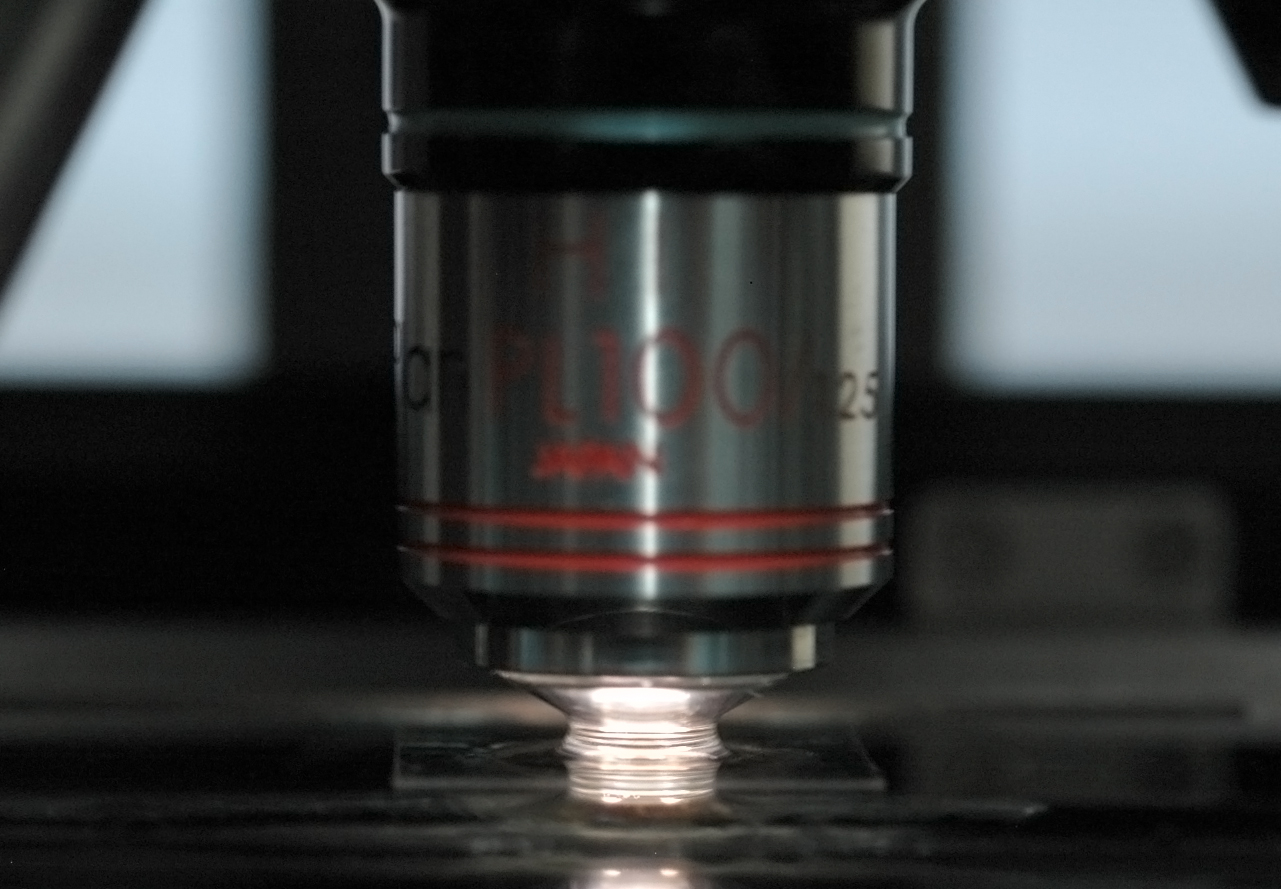
Олієзанурна мікроскопія

Олія між зразком і лінзою об’єктива поліпшує роздільну здатність у 1/ n разів. Олійні об’єктиви використовуються лише при дуже великих збільшеннях, які вимагають високої роздільної здатности. Об'єктиви з великим збільшенням мають короткі фокусні відстані, що полегшує використання олії. Жир наносять на зразок і піднімають предметний столик, занурюючи в олію об’єктив. (В інвертованих мікроскопах олія наноситься на об’єктив).
Показники заломлення олії та скла в першому елементі лінзи майже однакові, а це означає, що заломлення світла при попаданні в лінзу буде невеликим (олія та скло з погляду оптики дуже схожі). Занурення в олію, як правило, можна використовувати лише для закріплених зразків, інакше поверхневий натяг олії може зрушити покривне шкельце.

## Спеціальні олії
До розробки синтетичних олій у 1940-х роках широко використовувалася олія кедрового дерева. Вона має показник заломлення приблизно 1,516. Числова апертура об'єктивів з кедровою олією зазвичай становить близько 1,3. Проте кедрова олія має низку недоліків: вона поглинає синє та ультрафіолетове світло, жовтіє з віком, має достатню кислотність, щоб потенційно пошкодити об’єктиви при повторному використанні (через дію на цемент, який використовується для з’єднання сочок), а розведення розчинником змінює його в’язкість, показник заломлення та дисперсію. Кедрову олію необхідно видалити з об’єктива одразу після використання, перш ніж вона затвердіє, оскільки видалення затверділої кедрової олії може пошкодити лінзу. У сучасній мікроскопії частіше використовуються синтетичні олії . Значення NA 1,6 можна досягти з різними оліями. Синтетичні олії не твердіють на лінзах і, як правило, можуть залишатися на об’єктиві протягом кількох місяців, хоча для найкращого догляду за мікроскопом ліпше видаляти олію щодня. З часом жир може потрапити в передню лінзу об’єктива або в корпус об’єктива та пошкодити його. Існують різні типи олій з різними властивостями залежно від типу мікроскопії. Типи A і B є оливами загального призначення з різною в’язкістю. Олія типу F найліпше використовувати для флуоресцентної мікроскопії при температурі 23 °C, тоді як олія типу N призначена для використання при температурі 37 °C для огляду живих клітин. Всі вони мають D 1,515, дуже схожий на кедрову олію
.

## Див.також
Водозанурна мікроскопія